# Juan Bosch
Juan Emilio Bosch Gaviño (La Vega, 30 de junio de 1909-Santo Domingo, 1 de noviembre de 2001) fue un cuentista, ensayista, novelista, narrador, historiador, educador y político dominicano. Fue elegido presidente de la República Dominicana en 1963 cargo que asumió por un breve período en 1963. Su gobierno fue derrocado por un grupo de militares que se encontraban en desacuerdo con las nuevas leyes de Juan Bosch, un golpe de Estado casi siete meses después de asumir la presidencia. Está considerado como uno de los escritores más destacados de la narrativa hispanoamericana, en especial en el género del cuento.
Fue uno de los líderes de la oposición dominicana en los exilios contra el régimen de Rafael Trujillo durante más de 26 años, después de haber sido funcionario del dictador. Además, fue el fundador de dos de los principales partidos políticos dominicanos: el Partido Revolucionario Dominicano (PRD) en 1939 y el Partido de la Liberación Dominicana (PLD) en 1973.

## Primeros años
Juan Bosch nació en la ciudad de La Vega el 30 de junio de 1909. Hijo de la puertorriqueña de ascendencia española Ángela Gaviño Costales, (cuyo padre era gallego, nacido en La Guardia) y de José Bosch Subirats, español de origen catalán, nacido en Tortosa. Vivió los primeros años de su infancia en una pequeña comunidad rural llamada Río Verde, donde comenzó sus estudios de primaria; los estudios secundarios los hizo en el colegio San Sebastián de La Vega, llegando solo hasta el tercer nivel de bachillerato. En 1924 se trasladó a Santo Domingo, donde trabajó en varias tiendas comerciales. Más tarde en 1929 viajó a España, Venezuela y algunas islas del Caribe.
Regresó a República Dominicana en 1931. En 1933, publicó Camino Real, su primer libro de cuentos, y más adelante publicó La mujer. Bosch fue creador y editor de la sección literaria del periódico Listín Diario, donde hizo las veces de crítico y ensayista.
En 1944, Bosch formó, junto a varios escritores destacados de la época, el grupo conocido como La Cueva.
Durante los primeros meses de 1935 fue nombrado en la Dirección General de Estadística. Organizó, bajo la dirección de Mario Fermín Cabral, el Censo Nacional de la República de ese año. En 1936 publicó la novela "La Mañosa", sobre las guerras civiles dominicanas del siglo XIX, la cual fue muy bien valorada por los críticos.

## Vida en el exilio
Bosch fue encarcelado por sus ideas políticas, siendo liberado después de varios meses. En 1938, a sabiendas de que el tirano lo quería comprar con un puesto en el Congreso, Bosch logró salir del país y se estableció en Puerto Rico. 
En 1939, se trasladó a Cuba, donde dirigió una edición de las obras completas de Eugenio María de Hostos, labor que influyó en sus ideales patrióticos y humanistas. En julio de ese año, junto con otros exiliados políticos, fundó el Partido Revolucionario Dominicano, el organismo más activo contra Trujillo fuera de la República Dominicana. 
Aunque Bosch simpatizaba con las ideas de izquierda, siempre negó cualquier filiación comunista. Colaboró con el Partido Revolucionario Cubano y tuvo un papel importante en la elaboración de la Constitución que fue promulgada en 1940 en Cuba.
En los años transcurridos entre 1940 y 1945 se destacó como uno de los más notables escritores de cuentos de la región y laboró activamente en la formación de un frente antitrujillista encabezado por el Partido Revolucionario Dominicano.
Bosch fue de los principales organizadores de la conspiración de 1947 que partiría desde Cayo Confites, en la costa cubana, para derrocar la dictadura de Trujillo. La expedición fracasó y Bosch tuvo que huir a Venezuela, donde continuó su campaña contra Trujillo. Tiempo después regresó a Cuba, por exigencia de sus amigos en el Partido Revolucionario Auténtico, donde desempeñó un papel notorio en la vida política de La Habana, siendo reconocido como promotor de la legislación social y autor del discurso pronunciado por el presidente Carlos Prío Socarrás, cuando el cuerpo de José Martí fue trasladado a Santiago de Cuba.
En 1947, en una visita a México, estuvo a punto de ser víctima de un atentado ordenado por Trujillo. Esta trama fue abortada por Joaquín Balaguer, quien en el futuro se convertiría en su archirrival político. Balaguer, que en ese momento ejercía como embajador en México, advirtió a las autoridades de dicho país dándoles detalles del plan del tirano.
Al mismo tiempo, su carrera literaria fue en ascenso, obteniendo importantes reconocimientos como el Premio Hernández Catá en La Habana, el cual se otorgaba a los cuentos escritos por autores de América Latina. Sus cuentos tenían un hondo contenido social. Algunos ejemplos son «La Noche Buena de Encarnación Mendoza», «Luis Pie», «Los Maestros» y «El indio Manuel Sicuri», todos ellos descritos por la crítica como obras maestras del género.
Cuando Fulgencio Batista dirigió un golpe de Estado contra Prío Socarrás y asumió la presidencia en 1952, Bosch fue encarcelado por las fuerzas de Batista. Después de ser liberado, se fue de Cuba y se dirigió a Costa Rica, donde dedicó su tiempo a tareas pedagógicas y a sus actividades como líder del PRD. Junto con el expresidente de Costa Rica, José Figueres, Juan Bosh creó cursos de estudios latinoamericanos auspiciados por la CIA, aunque el resultado fue el opuesto al previsto por la agencia estadounidense.
En 1959, con el advenimiento de la Revolución Cubana, dirigida por Fidel Castro, se produjo un fuerte cuestionamiento político, económico y social en los países del Caribe. Bosch, con instinto certero, percibió el proceso histórico que se iniciaba y escribió una carta a Trujillo, el 27 de febrero de 1961, donde le decía al dictador que su papel político, en términos históricos, había concluido en la República Dominicana.

## Presidencia

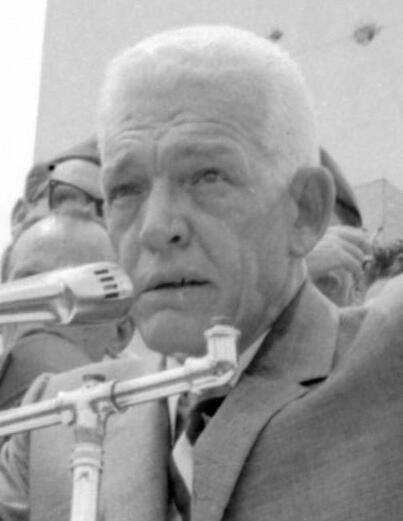
Bosch en 1961

Después de 23 años en el exilio, Juan Bosch regresó a su país cuando Trujillo fue asesinado el 30 de mayo de 1961. Su presencia en la vida política nacional, como el candidato presidencial del Partido Revolucionario Dominicano, fue percibida como un cambio por los dominicanos. Su manera de hablar, directa y sencilla, sobre todo al dirigirse a las capas más bajas de la población rural y urbana, le proporcionó una gran simpatía popular. Aunque fue víctima de una campaña sucia por parte de la Iglesia y los sectores conservadores que lo acusaron de ser comunista, en las elecciones del 20 de diciembre de 1962, Bosch obtuvo un triunfo total sobre su principal opositor Viriato Fiallo de la Unión Cívica Nacional. Fueron las primeras elecciones libres después de la muerte del dictador. 
El 27 de febrero de 1963, Bosch y Segundo Armando González Tamayo tomaron posesión como nuevos Presidente y Vicepresidente de la República Dominicana, en una ceremonia que contó con la participación de importantes líderes democráticos y personalidades, como Luis Muñoz Marín y José Figueres. Bosch hizo inmediatamente una profunda reestructuración del país. El 6 de abril, se promulgó una nueva constitución de carácter liberal que concedía derechos desconocidos por los dominicanos. Entre otras cosas, consignó los derechos laborales y la libertad sindical, y se ocupó por sectores tradicionalmente excluidos como las mujeres embarazadas, los hijos ilegítimos, las personas sin hogar, niñez, la familia, la juventud y los agricultores, entre otros.
Bosch enfrentó sectores tradicionalmente poderosos. Su actitud contra el latifundio le acarreó la animadversión del sector terrateniente. La Iglesia católica creyó que Bosch estaba tratando de secularizar el país. Los industriales recelaban de los beneficios que la nueva Constitución otorgaba a la clase obrera. Los militares, que antes disfrutaban de la libertad de hacer lo que quisieran, sintieron que Bosch los sometía. Además, el gobierno de los Estados Unidos se mostraba escéptico ante el menor indicio de la política de izquierda en el Caribe después de que Fidel Castro se declaró abiertamente comunista.

### Incidente con Duvalier
El 19 de abril de 1963 se descubrió en Haití una conjura militar contra François Duvalier, encabezada por el teniente François Benoit. En esta fallida trama fue asesinado el sargento Paulin Montrouis, chofer de los hijos de Duvalier, el cabo Morille Mirville, el sargento Luc Azor y un miembro del Voluntariado de la Seguridad Nacional (Tonton Macoute), Richemond Poteau. 
Aunque sus hijos resultaron ilesos, Duvalier reaccionó violentamente. La policía haitiana fue en busca de François Benoit, principal sospechoso del atentado. Los Tonton Macoute entraron a su residencia, y al no encontrar a Benoit, asesinaron a su padre, Joseph Benoit, a su madre, a un visitante y a las tres empleadas domésticas.
Al sospechar los Tonton Macoute que Benoit estaba escondido en la embajada dominicana en Puerto Príncipe, rodearon la casa del embajador dominicano y exigieron la entrega del militar. Tras el cerco de la Embajada Dominicana, Bosch ordenó la militarización de la frontera con Haití y los Tonton desistieron de su cerco cuando el presidente Juan Bosch amenazó con mandar a las fuerzas armadas contra ellos.
En una alocución por radio y televisión, el presidente Bosch afirmó:«El pueblo dominicano sabe ya que la embajada y la cancillería de nuestro país han sido violadas por la policía haitiana, esa acción es una bofetada en la cara de la República Dominicana, una afrenta que nosotros no estamos dispuestos a pasar por alto. Hemos sufrido con gran paciencia los ultrajes del gobierno haitiano, pero esos ultrajes tienen que terminar ya de manera terminante. Si no terminan en un plazo de 24 horas, le pondremos punto final con los medios que se hallan en nuestro alcance». Sin embargo, como los comandantes de las fuerzas armadas dominicanas expresaron poco apoyo sobre una invasión a Haití, Bosch se abstuvo en su idea de invasión y se conformó con una mediación de la OEA.

### Golpe de Estado
El miércoles 25 de septiembre de 1963, después de solo siete meses en el cargo, Bosch fue derrocado por un golpe de Estado encabezado por el coronel Elías Wessin y Wessin y sustituido por una junta militar de tres hombres. Bosch volvió a exiliarse en Puerto Rico.

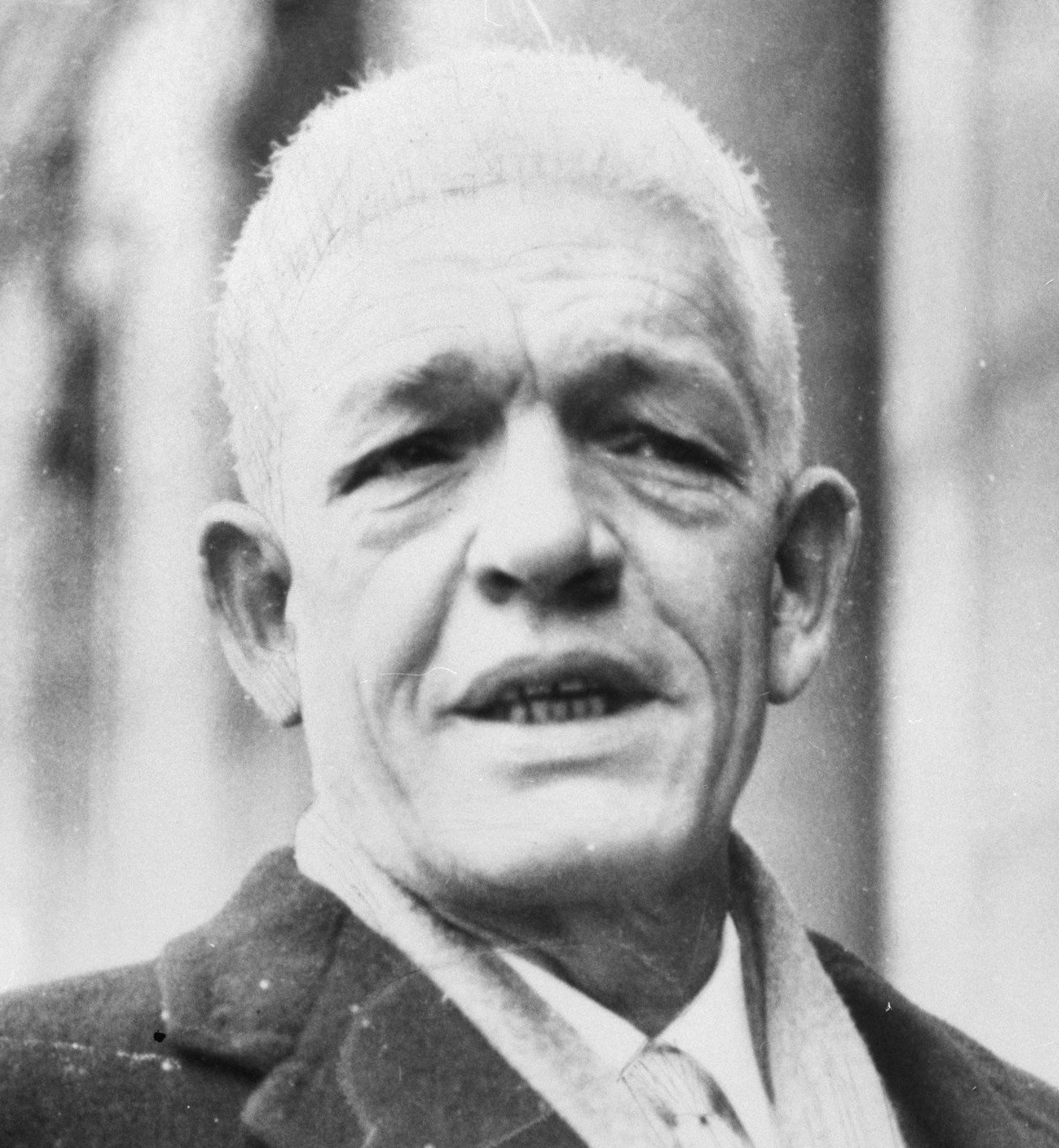
Bosch en abril de 1965

A menos de dos años, un descontento creciente generó otra rebelión militar el 24 de abril de 1965, que exigía la restauración de Bosch. Los insurgentes estaban al mando del coronel Francisco Alberto Caamaño. El 28 de abril, los Estados Unidos entran a la contienda enviando 42 000 soldados al país. 
Se formó un gobierno interino y se fijaron nuevas elecciones para el 1 de julio de 1966. Bosch regresó al país y se lanzó como candidato presidencial de su partido. Sin embargo, hizo una campaña algo menos intensa, temiendo por su seguridad y creyendo que sería expulsado de su cargo por el ejército otra vez si ganaba. Fue derrotado por Joaquín Balaguer, quien obtuvo el 57 % de los votos.

## Después de los sucesos: últimos años
Durante la última mitad de la década de 1960, Bosch se marchó al exterior radicándose en España, donde siguió siendo un escritor muy prolífico de ensayos, tanto políticos como históricos. Publicó algunas de sus obras más importantes durante este tiempo: Composición social dominicana, Breve historia de la oligarquía en Santo Domingo, De Cristóbal Colón a Fidel Castro, El Caribe: Frontera imperial y numerosos artículos de diferentes tipos.
En 1970, Bosch tuvo la intención de reorganizar el Partido Revolucionario Dominicano, volviendo a sus miembros militantes activos, estudiosos de la realidad histórica y social del país. Su proyecto no fue aceptado por la mayoría de los perredeistas, debido a que la mayoría de los miembros se inclinaban hacia una dirección más de corriente socialdemócrata. Además, dada la represión militar, y la falta de igualdad política entre el PRD y el Partido Reformista Social Cristiano, Bosch se abstuvo de las elecciones de 1970.
Las diferencias y contradicciones entre Bosch y un sector importante del PRD, así como la corrupción que había empezado a crecer dentro del partido, le hizo abandonar la organización en 1973, y así se fundó el Partido de la Liberación Dominicana (PLD) el 15 de diciembre de ese mismo año.
Más tarde se presentó sin éxito a la presidencia como candidato del PLD en 1978, 1982, 1986, 1990 y 1994, estando más cerca de ganar en 1990, pero hubo graves acusaciones de fraude en su contra elaborado por el doctor Balaguer y el oficialismo.
Después de colocarse tercero en las elecciones de 1994, Bosch se retiró de la política. Ya con 85 años y con síntomas evidentes de la enfermedad de Alzheimer. En 1996 fue llevado prácticamente a la consolidación del Frente Patriótico, una alianza entre el PLD y su permanente opositor Balaguer, como parte del plan de este último a la derrota del PRD en las próximas elecciones presidenciales de ese año.

## Vida personal
El 19 de junio de 1934, Bosch se casó con Isabel García Aguiar, con quien procreó dos hijos, León y Carolina.
Durante su exilio volvió a contraer nupcias el 30 de junio de 1943 con la cubana Carmen Quidiello, con quien tuvo dos hijos: Patricio y Bárbara.

## Muerte y legado
Don Juan, como es cariñosamente recordado por muchos, murió el 1 de noviembre de 2001, en Santo Domingo. Como expresidente, recibió los honores correspondientes en el Palacio Nacional, y fue enterrado en su ciudad natal de La Vega.
Hasta la fecha, se le recuerda como un hombre de principios. Con los años, como su suerte subía y bajaba, su dirección política osciló violentamente. Él mismo se describió como una persona «no-comunista» y amigo de Fidel Castro, y le dijo a un entrevistador en 1988 que nunca había sido marxista.
Su legado en la política es más que relevante: sus ideales, todavía son valorados a la hora de referirse a la buena administración pública. Muchos[¿quién?] creen que la República Dominicana habría prosperado tanto económica como políticamente, sin ayuda de Estados Unidos y que el gobierno de Bosch había sido capaz de defenderse de las manifestaciones y presiones encubiertas de la administración de Johnson, de llevar a cabo todas las reformas que propuso.
Las contribuciones del profesor Bosch a la literatura a través de sus relatos, novelas, cuentos y ensayos lo convirtieron en un modelo a seguir para varias generaciones de escritores, periodistas e historiadores. En un momento dado, el Premio Nobel Gabriel García Márquez dijo una vez que Bosch había sido una de sus mayores influencias.

## Obras
Cuentos
- La mañosa
- La Mujer (1933)
- Camino Real (1933)
- La Bella Alma de Don Damián (1939)
- Dos Pesos de Agua (1941)
- Luis Pie (1942)
- Maravilla (1946)
- En Un Bohío (1947)
- Callejón Pontón (1948)
- La Muchacha de La Guaira (1955)
- Cuentos de Navidad (1956)
- Cuentos Escritos en el Exilio (1962)
- Más Cuentos Escritos en el Exilio (1962)
- Cuentos Escritos Antes del Exilio
- Cuentos (1983)
- Cuentos Selectos (1992)
- El Algarrobo
- Cuentos Más Que Completos
- Todo Un Hombre
- Fragata
- Dos Amigos
- Un Niño
- El Río y su Enemigo
- Un Hombre Virtuoso
- El Difunto Estaba Vivo
- Mal Tiempo
- El Socio
- Capitán
- Los Últimos Monstruos
- Rosa
- La Nochebuena de Encarnación Mendoza
- La Verdad
- Los Amos
- La Mancha indeleble
- La sangre
- La enemiga

Novelas
- La Mañosa (1936)
- El Cobarde (1936)
- La Desgracia (1941)
- El Oro y la Paz (1975)

Ensayos y Artículos
- Indios, Apuntes Históricos y Leyendas (1935)
- Mujeres en la Vida de Hostos (1938)
- Hostos, el Sembrador (1939)
- Judas Iscariote, el Calumniado (1955)
- Póker de Espanto en el Caribe (1955)
- Cuba, la Isla Fascinante (1955)
- Apuntes Sobre el Arte de Escribir Cuentos (1958)
- Trujillo: Causa de Una Tiranía Sin Ejemplo (1959)
- Simón Bolívar, Biografía Para Escolares (1960)
- Apuntes Para Una Interpretación de la Historia Costarricense (1962)
- David, Biografía de un Rey (1963)
- Bolívar y la Guerra Social (1964)
- Crisis de la Democracia de América en la República Dominicana (1964)
- El Pentagonismo, Sustituto del Imperialismo (1966)
- Dictadura Con Respaldo Popular (1969)
- De Cristóbal Colón a Fidel Castro (1969)
- Breve historia de la oligarquía (1970)
- Composición Social Dominicana (1970)
- El Caribe: Frontera Imperial (1970)
- Tres Conferencias Sobre el Feudalismo (1971)
- La Revolución Haitiana (1971)
- De México a Kampuchea (1975)
- Guerrilleros y Crisis Eléctrica (1975)
- De la Concordia a la Corrupción (1976)
- EL Napoleón de las Guerrillas (1976)
- Viaje a los Antípodas (1978)
- La Revolución de Abril (1980)
- Juan Vicente Gómez: Camino del Poder (1982)
- La Guerra de la Restauración (1982)
- Las Clases Sociales en República Dominicana (1982)
- Perfil Político de Pedro Santana (1982)
- El Partido: Concepción, Organización y Desarrollo (1983)
- Capitalismo, Democracia y Liberación Nacional (1983)
- La Pequeña Burguesía en la Historia de la República Dominicana (1985)
- La fortuna de Trujillo (1985)
- El Capitalismo Tardío en la República Dominicana (1986)
- Máximo Gómez: De Monte Cristi a la Gloria, Tres Años de Guerra en Cuba (1987)
- El Estado: Sus Orígenes y Desarrollo (1987)
- Textos Culturales y Literarios (1988)
- Las Dictaduras Dominicanas (1988)
- 33 Artículos de Temas Políticos (1988)
- La Función del Líder (1988)
- Consideraciones Acerca del Político: La Vocación y el Oficio (1989)
- La Revolución Rusa Comenzó en 1905 (1989)
- No Todas las Revoluciones Han Tenido Programa
- Obras Completas I y II (1989)
- El PLD: Un Partido Nuevo en América (1989)
- Temas Económicos I y II (1990)
- El PLD: Colección de Estudios Sociales (1990)
- Obras Completas III y IV (1990)
- Temas Históricos I (1991)
- Breve Historia de los Pueblos Árabes (1991)
- Obras Completas V, VI y VII (1991)
- Obras Completas VIII (1992)
- Obras Completas IX (1993)
- Ideología y Táctica en la Actividad Política
- Táctica y Estrategia
- Opiniones Sobre Cultura Política
- Algunos Conceptos Acerca del Estado: Cómo Funciona Ese Aparato de Poder
- Las Luchas Obreras en los Estados Unidos
- En la República Dominicana la Social Democracia es Una Estafa Política
- Simón Bolívar el de las Luchas Portentosas
- La Muerte de Trujillo: Secreto Develado
- Haití a Través de Su Historia
- La Crisis Capitalista en la Economía Norteamericana
- Los Dólares Que Nos Prestan Valen Cada Vez Menos

## Conferencias
- Tres Conferencias Sobre la Inflación.
- Mon Cáceres, el Tiranicida.
- García Godoy y Su Obra.
- El PRD y la Lucha de Clases.
- Opinión Sobre Dos Novelas de Gabriel García Márquez y Una de Miguel Otero Silva.
- Las Panteras Negras: Un Caso de Sociología Política.
- Datos Para la Historia del Azúcar en la República Dominicana.
- Prólogo Indispensable a Una Breve Historia de la Oligarquía.

## Reconocimientos y condecoraciones
- En 1943, Obtiene el premio Hernández-Catá en Cuba por su cuento Luis Pie.
- En 1944, Obtiene el Premio Extraordinario Hatuey, otorgado por la Sociedad Colombista Panamericana.
- En 1982, fue condecorado por el gobierno cubano con la Orden Félix Varela.
- En 1988, es condecorado por el presidente Fidel Castro con la Orden de José Martí. Ese mismo año obtiene el premio de mejor libro de cuentos extranjeros, de la Fundación FNAC de París, por su libro Vers le port d'Origine.
- En 1989, el presidente Joaquín Balaguer le impone la condecoración de la Orden del Mérito de Duarte, Sánchez y Mella, en el grado de Gran Cruz Placa de Oro. Un año más tarde Bosch lo devolvió.
- En 1990, obtiene el Premio Nacional de Literatura, el cual compartió con su rival político Joaquín Balaguer.
- En 1993, es investido como doctor honoris causa de la Universidad Autónoma de Santo Domingo. Ese mismo año es investido como doctor honoris causa en Letras por el City College de la Universidad de Nueva York.
- En 1994, es investido como doctor honoris causa en Humanidades de la Universidad O&M de Santo Domingo. Ese mismo año es declarado por el Senado y la Cámara de Diputados de la República Dominicana Maestro de la Política y Gloria Nacional.
- En 1995, recibe el premio El Guachupita de Oro. Ese mismo año es investido como doctor honoris causa de la Universidad Tecnológica de Santiago.
- En 1996, recibe una placa de reconocimiento por sus aportes a la cultura dominicana y por su condición de ciudadano ejemplar, durante la ceremonia de entrega de los Premios Casandra de ese año. En marzo del mismo año el embajador de Francia en República Dominicana le impone a la Orden del Mérito en el grado de Comendador de Artes y Letras.
- En 1997, Vanguardia del Pueblo, órgano del PLD, le hace entrega de una placa de reconocimiento por su obra política y literaria. Ese mismo año una nueva especie de palmera es bautizada con el nombre de Coccothrinax boschiana en su honor.
- En 1998, es condecorado por el gobierno francés con la Legión de Honor, en el grado de Gran Oficial. En junio es investido como Doctor Honoris Causa en Humanidades por las universidades Católica Tecnológica del Cibao y Pedro Henríquez Ureña.
- En 1999, el senado de la República Dominicana le otorga un pergamino que lo acredita como uno de los más grandes líderes dominicanos del siglo XX. La embajada dominicana en Quito, Ecuador inaugura una biblioteca especializada con su nombre. En octubre la Universidad, la Biblioteca Nacional y la Sociedad de Escritores de Chile le rinden un homenaje por su aporte a la literatura de lengua española. En diciembre la Federación Latinoamericana de Periodistas acoge la propuesta de la Asociación de Periodistas Profesionales de la República Dominicana para otorgar a Juan Bosch el Premio José Martí a la Excelencia del Periodismo Dominicano, en su mención Escritor Destacado del Siglo.

## Juan Bosch en los medios
- En 2009, el cineasta dominicano René Fortunato rodó un documental basado en los siete meses de gobierno de Bosch que lleva por título Juan Bosch: Presidente en la Frontera Imperial.
- En 2010, René Fortunato publica el libro La Democracia Revolucionaria, que también trata sobre el gobierno de Juan Bosch.